# ساحل دور نیست
ساحل دور نیست فیلمی به کارگردانی سردار ساگر و نویسندگی رحیم روشنیان محصول سال ۱۳۴۱ است.

## خلاصه داستان
هوشنگ و کامران پس از سپری کردن تحصیلات خود در خارج به ایران بازمی‌گردند. سیمین، خواهر هوشنگ، به پسرعمویش سعید علاقه‌مند است؛ اما هوشنگ که می‌خواهد خواهرش را به عقد کامران درآورد با ازدواج آن دو مخالفت می‌کند. یک شب کامران در غیبت هوشنگ و پدرش به سراغ سیمین می‌رود؛ اما همایون، پدر هوشنگ، سر می‌رسد و کامران او را به قتل می‌رساند و می‌گریزد. سعید به اتهام قتل دستگیر و زندانی می‌شود. کامران که نمی‌تواند نظر سیمین را جلب کند، او و هوشنگ را آزار می‌دهد، به طوری که هوشنگ تصمیم می‌گیرد خود و خواهر و خانه‌شان را طعمهٔ حریق سازد. سیمین می‌گریزد و مأموران آتش‌نشانی هوشنگ را نجات می‌دهند. هوشنگ در یک بیمارستان و سیمین در روستایی به عنوان معلم استخدام می‌شوند، و کامران که قصد آزار سیمین را دارد توسط او مجروح می‌شود. سیمین در موقع فرار با گلولهٔ پلیس زخمی می‌شود و در بیمارستانی که برادرش پزشک آن جا است بستری می‌شود. هوشنگ به شهر می‌رود تا سعید را که آزاد شده به بالین خواهرش بیاورد. کدخدا و دوستان کامران تصمیم دارند آن‌ها را با گلوله از پا دربیاورند، و در همان لحظه با سیمین مواجه می‌شوند. سعید و هوشنگ سر می‌رسند و سیمین را نجات می‌دهند.

## بازیگران
- ایرن
- عبداله بوتیمار
- علی آزاد
- نرگس
- رقیه چهره آزاد
- رحیم روشنیان
- پرویز خوانساری
- قربانی